# ティエリー・ヌーヴィック
ティエリー・ヌーヴィック（Thierry Neuvic、1970年8月3日 - ）はフランスの俳優。

## 略歴
演劇学校クール・フロランとパリのコンセルヴァトワールで演技を学んだ後、舞台で俳優としてのキャリアをスタートさせる。1996年のテレビ映画『La femme de la forêt（森の中の女）』で映像作品に初出演して以降はテレビドラマを中心に活動し、数多くの作品に出演する。2000年に『コード・アンノウン』で映画デビュー。2010年の『ヒア アフター』以降はハリウッド映画にも出演するようになる。

## 私生活
2002年にバイク事故で大怪我を負い、約2年間、休業を余儀なくされた。
女優エレーヌ・フィリエールと事実婚の関係にあったが、2011年に2人の仲が終わっていることが報道された。彼女とは、2006年から2014年まで放送された人気テレビシリーズ『Mafiosa, le clan（女マフィア、その一族）』で、主人公の女ボスとその兄役で共演している（ヌーヴィックは2012年に放送された第4シリーズ第1話まで出演）。

## 主な出演作品
- コード・アンノウン Code inconnu: Récit incomplet de divers voyages (2000)
- ミシェル Dieu est grand, je suis toute petite (2001)
- ファイアー・ファイター 炎のプライド Brasier (2005) ※テレビ映画
- パリ・ディストラクション Alerte à Paris! (2006) ※テレビ映画
- 唇を閉ざせ Ne le dis à personne (2006)
- ダブルフェイス 秘めた女 Ne te retourne pas (2009)
- 100歳の少年と12通の手紙 Oscar et la dame rose (2009)
- 聖少女アンナ Un poison violent (2010)
- ヒア アフター Hereafter (2010)
- ジョルダーニ家の人々 Le cose che restano (2010) ※イタリアのテレビ・ミニシリーズを日本では映画として劇場公開
- シャーロック・ホームズ シャドウ ゲーム Sherlock Holmes: A Game of Shadows (2011)
- カウントダウン Ligne de mire (2014) ※テレビ映画
- シリアルキラーNo.1 L'Affaire SK1 (2014)
- ザ・スクワッド  Antigang (2015)
- ベル&セバスチャン 新たな旅立ち Belle et Sébastien : L'aventure continue (2015)
- 家族に乾杯 C'est quoi cette famille?! (2016) ※日本ではNetflixで配信[3]
- Belle et Sébastien 3 : Le Dernier Chapitre (2017) ※『ベル&セバスチャン 新たな旅立ち』の続編
- C'est quoi cette mamie?! (2019) ※『家族に乾杯』の続編
- フランス絶景ミステリー コレクション「プロヴァン」 La Malédiction de Provins (2019) ※テレビシリーズ『Meurtres à...』の1エピソードとして放映されたテレビ映画